# Szpital Maltański w Warszawie

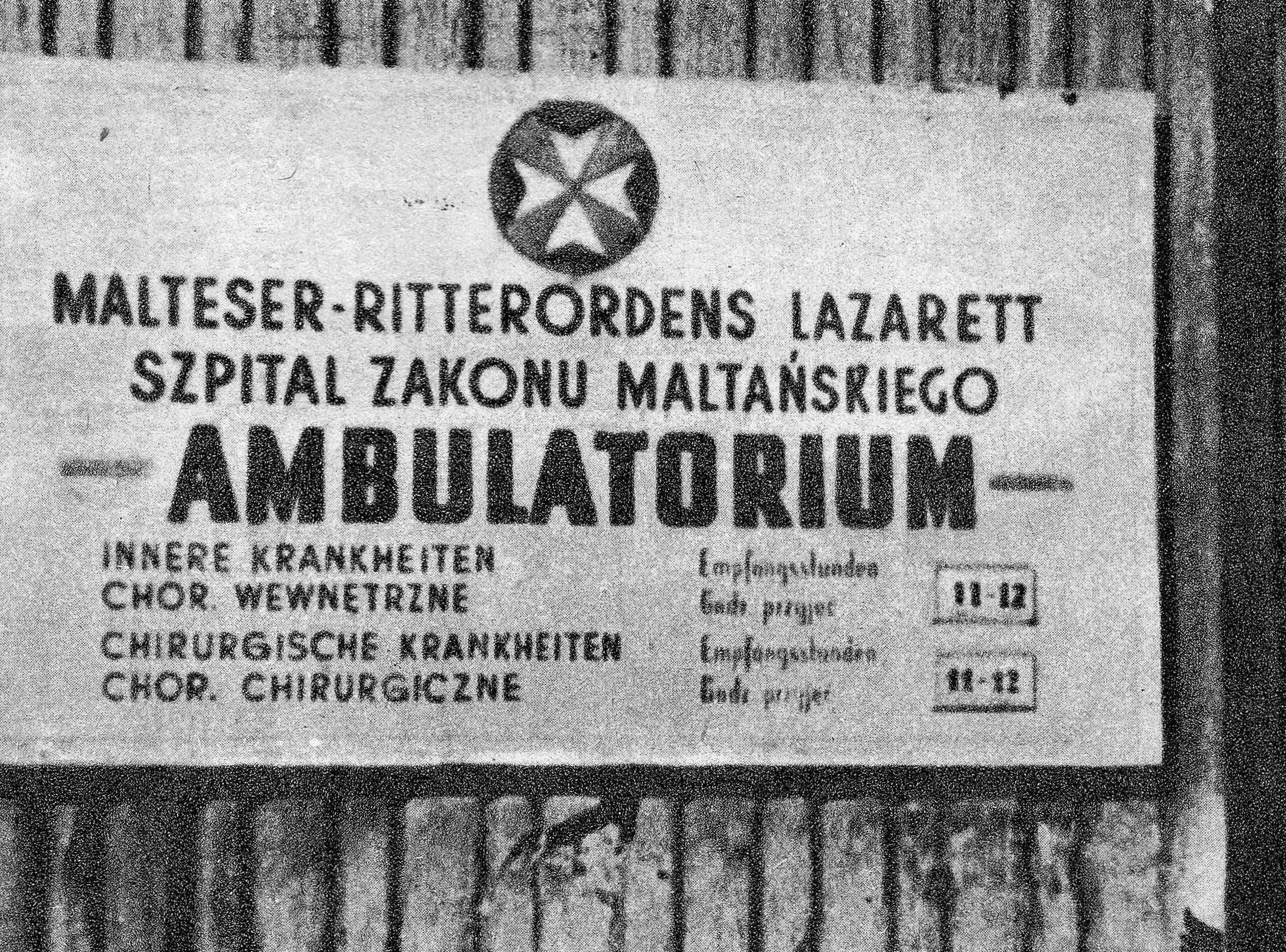
Tablica przy wejściu do szpitala

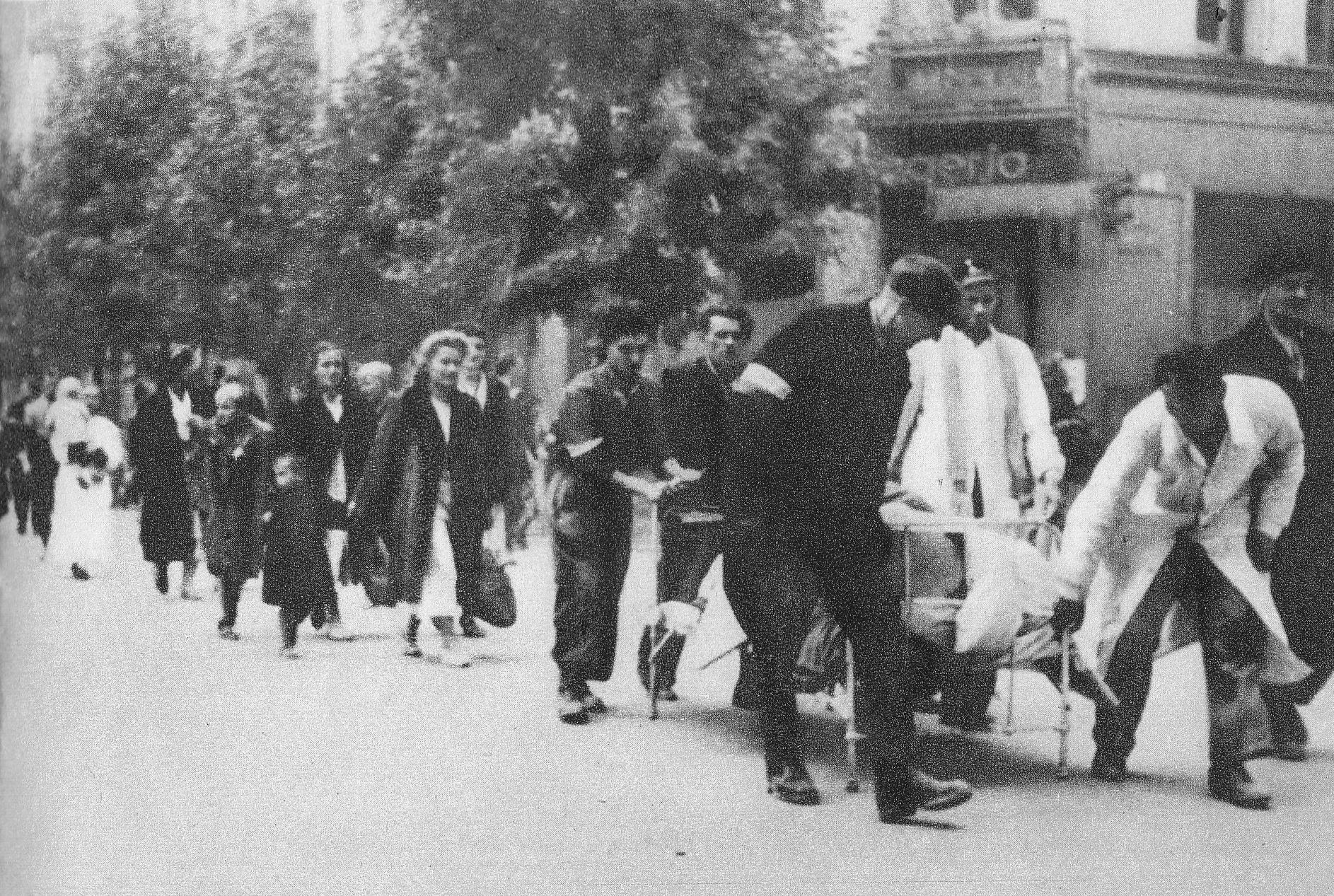
Ewakuacja szpitala podczas powstania warszawskiego, sierpień 1944

Szpital Maltański w Warszawie – szpital, założony w pałacu Mniszchów w Warszawie przez Zakon Maltański, otwarty 7 września 1939 roku, działający w czasie obrony Warszawy (1939), okupacji niemieckiej i powstania warszawskiego, ewakuowany i spalony przez Niemców 14 września 1944 roku.

## Historia

### Utworzenie placówki
Związek Polskich Kawalerów Maltańskich nawiązał współpracę z Ministerstwem Spraw Wojskowych w 1928 roku, określając w swoim statucie zadania na wypadek wojny. Przewidywano, że zostanie wspólnie utworzony Korpus Sanitarny, który będzie odpowiedzialny za powołanie i prowadzenie, w każdym z okręgów wojskowych, szpitali wojennych, podlegających ochronie zgodnie z konwencjami genewskimi i haskimi. Do utworzenia Korpusu przed atakiem Niemiec na Polskę nie doszło.
Szpital został utworzony przez Związek Maltański w czasie obrony miasta i bombardowań Warszawy (również warszawskich szpitali). Wcześniej ustalono z Międzynarodowym Czerwonym Krzyżem i Polskim Czerwonym Krzyżem, że będzie on mógł korzystać z zapisów konwencji genewskich oraz znaku Czerwonego Krzyża (korzystał również z flagi Zakonu).
Został filią Szpitala Ujazdowskiego.
Na siedzibę szpitala wybrano pałac Mniszchów (ul. Senatorska 40), który zajmowała wówczas Warszawska Resursa Kupiecka. Komendantem Szpitala Maltańskiego został Stanisław Milewski-Lipkowski, zastępcą – Roman Chłapowski, naczelnym lekarzem został płk. dr Adam Huszcza. Siostrą Naczelną była Magdalena Lipkowska.
Pierwszych pacjentów przyjęto wieczorem 7 września, co było możliwe dzięki mieszkańcom Warszawy, którzy dostarczyli łóżka, pościel, sprzęt gospodarczy itp.. 8 września organizujący się jeszcze szpital został zbombardowany przez Luftwaffe.

### Działalność przed powstaniem
W okresie obrony Warszawy liczba pacjentów szybko rosła (do ok. 300 pod koniec września). Do dnia kapitulacji miasta (28 września 1939) były to głównie ofiary nalotów Luftwaffe. Rannych umieszczano w pałacu Mniszchów i w sąsiednich budynkach, m.in. w pałacu Błękitnym, należącym do Ordynacji Zamoyskich. Po kapitulacji Warszawy szpital został zaliczony do szpitali wojskowych, utrzymywanych – zgodnie z konwencją genewską – przez stronę zwycięską (nakazano przekazywanie pacjentów cywilnych do innych szpitali). Ograniczono liczbę łóżek do 190 (głównie chirurgia urazowa; szpital miał dobrze wyposażoną salę operacyjną, zlokalizowaną w schronie, znajdującym się w sąsiednim gmachu Banku Landaua). W budynku banku mieściła się również szpitalna apteka. Funkcję naczelnego lekarza pełnili (kolejno) płk. Julian Szymański i kpt. dr Jerzy Dreyza. Mieszkania służbowe lekarzy, pielęgniarek i personelu szpitala mieściły się w kamienicach czynszowych tworzących wschodnią pierzeję placu przed pałacem Mniszchów.
Personel szpitala współpracował z Polskim Państwem Podziemnym. Przyjmowano rannych uczestników akcji ZWZ-AK, m.in. zamachu na Kutscherę. Udzielano pomocy Żydom i innym osobom zagrożonym aresztowaniem, prowadzono kursy sanitarne dla potrzeb powstających oddziałów konspiracyjnych sił zbrojnych. Ważnym i niełatwym zadaniem pracowników szpitala było również jego zaopatrywanie w leki i żywność.
„Malta” była też przygotowana do służby medycznej w czasie powstania  warszawskiego. Personel szpitala nazywał również swoją placówkę „Maltańcem“.

### Działalność w okresie powstania
W chwili wybuchu powstania rejon Starego Miasta dysponował dwoma szpitalami stacjonarnymi: Szpitalem Maltańskim i Szpitalem św. Jana Bożego. Szefem sanitariatu Grupy Północ był mjr Cyprian Sadowski ps. Skiba.
„Malta” znajdowała się między placówkami niemieckimi w Ogrodzie Saskim, dowództwem Wehrmachtu na placu Teatralnym, a powstańczym Starym Miastem. Po wybuchu walk byli początkowo przyjmowani głównie ranni Niemcy, zaś w kolejnych dniach coraz liczniejsi ranni powstańcy. Opinia rannych Niemców na temat opieki medycznej, jakiej im udzielono, prawdopodobnie zadecydowała o losie Polaków po przejęciu szpitala przez kompanię z brygady Dirlewangera.

#### Personel szpitala
Na stronie internetowej „Szpitale Polowe 1944” zamieszczono nazwiska: 
LekarzeTadeusz Böhm, Jerzy Dreyza, Stanisław Gierałtowski, Władysław Kondratowicz ps. Wuk, Wacław Kuśnierczyk, Józef Lewandowski, Cyryl Jan Mockałło ps. Czesław, Stefan Tarnawski ps. Tarło, Szczepan Wacek ps. Podolski, Ludwik Wierzbicki ps. Judym, Wacław Żebrowski ps. Wacław
PielęgniarkiIrena Chacińska
SanitariuszkiHalina Jóźwik-Zbierska ps. Gidia, Halina Żelaska ps. Zośka, „Halinchen”, Zofia Słowikowska „Zojda”
PacjenciWacław Auleytner ps. Gorayski, Jerzy Krasnowolski

#### Kalendarium 1–14 sierpnia 1944
W pierwszym dniu powstania (1 sierpnia)Szpital zajęło kilkunastu Niemców i na oddziale chirurgicznym umieszczono rannych żołnierzy niemieckich.
W drugim dniu (2 sierpnia)Dzielnicę opanowały oddziały polskie.
W dniach 5–6 sierpniaW szpitalu znaleźli się ranni z ul. Elektoralnej i z Woli oraz szef sanitarny AK – płk dr Leon Strehl „Feliks” (zostały rozbite Oddziały III Obwodu AK i ewakuowano z Woli Komendę Główną AK). Utrzymywano kontakt ze Starówką (przez przełom w murze na zapleczu), jednocześnie przyjmując od frontu rannych Niemców (przestrzeganie instrukcji dr. Jerzego Dreyzy umożliwiło uniknięcie związanych z tym zagrożeń).
Między 7 i 14 sierpniaSzpital przechodził z rąk do rąk (kilka razy doszło do wymiany ognia). Po przejęciu szpitala Niemcy nie zastosowali represji, które miały miejsce w innych powstańczych szpitalach (zob. rzeź Woli i pacyfikacja Czerniakowa), ze względu na obecność rannych jeńców niemieckich. Początkowo prowadzono stopniową ewakuację polskich rannych.
14 sierpniaObersturmführer Lagana (lub Lagna, Legana), dowódca kompanii z brygady Dirlewangera, wydał rozkaz natychmiastowego opuszczenia szpitala przez wszystkich. Płk Strehl zorganizował przeniesienie ok. 200 rannych, niezdolnych do samodzielnego poruszania się, przez opanowany przez Niemców Ogród Saski w kierunku Szpitala Ujazdowskiego, a następnie do gmachu PKO na ul. Jasnej (nadano mu wówczas pseudonim „Mojżesz”). Dr Dreyza zaopiekował się grupą 30 rannych, dla których zabrakło tragarzy w pierwszym transporcie; zorganizował ich przeniesienie do Szpitala Wolskiego. Ewakuacja Szpitala Maltańskiego bez ofiar, z pełnym wyposażeniem dla 120 chorych, jest uważana za wydarzenie bez precedensu w historii powstania warszawskiego.
W następnych dniach personel „Malty” pracował przy ul. Zgoda 17 (budynek spłonął 4 września) i ul. Śniadeckich 17.

### Losy szpitala po likwidacji „Malty” przy ul. Senatorskiej
Po kapitulacji powstania Szpital Maltański został przeniesiony do Piastowa jako szpital cywilny. Działał w budynkach Zakładów Akumulatorowych systemu „Tudor”. Po zakończeniu wojny szpital podlegał Polskiemu Czerwonemu Krzyżowi, z którym Jerzy Dreyza zawarł porozumienie (marzec 1945) o przekazaniu jednostki do dyspozycji garnizonu wojskowego w Częstochowie. Szpital, nazywany Szpitalem Maltańskim lub „szpitalem walczącego podziemia”, działał od 23 marca 1945 roku jako pomocniczy szpital garnizonowy (Częstochowa, ul. Waszyngtona 42). 

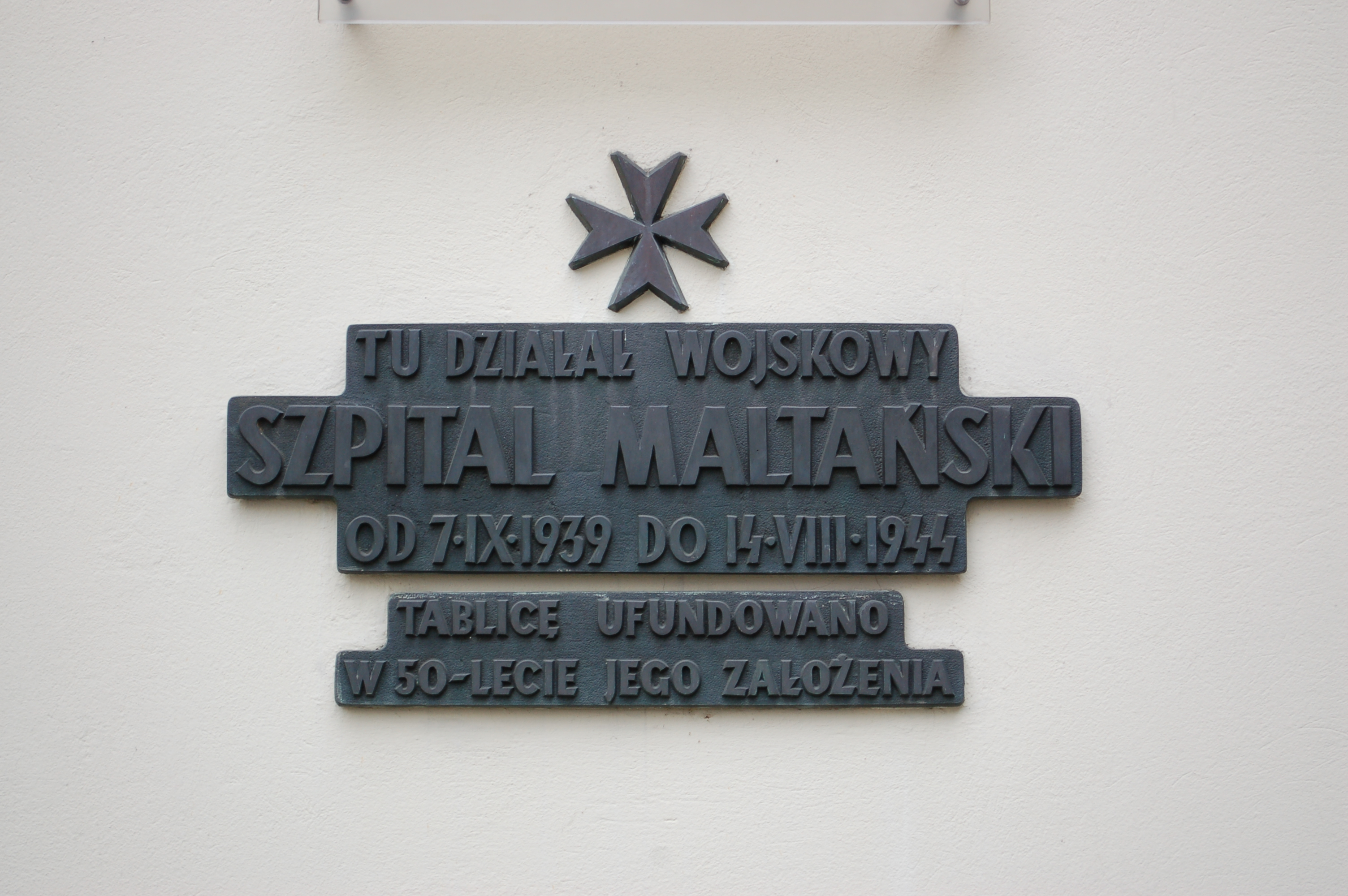
Tablica pamiątkowa,
wmurowana 7 września 1989 roku
na frontowej ścianie budynku Ambasady Belgii (ul. Senatorska 34)

Był wspomagany m.in. przez prezydenta miasta T.J. Wolańskiego, komendanta Garnizonu ppłk. Kondratowicza, księdza prałata Bolesława Wróblewskiego oraz Zarząd Główny i Zarząd Oddziału PCK. Dr Jerzy Dreyza był ordynatorem Oddziału Chorób Wewnętrznych. Placówkę zlikwidowano w roku 1949.

## Upamiętnienie
W dniu 50. rocznicy założenia Szpitala Maltańskiego (7 września 1989) na frontowej ścianie budynku Ambasady Belgii przy ul. Senatorskiej 34 umieszczono  tablicę pamiątkową. Uroczystość jej wmurowania odbyła się w obecności ambasadora Belgii, barona Thierry de Gruben, członków rodziny księcia Janusza Radziwiłła i osób, które w czasie wojny należały do personelu szpitala.